# Мул (банкнота)
Мул (англ. Mule) — термин из бонистики, обозначающий брак банкноты, происходящий в том случае, если размер, дизайн или номера типографского клише лицевой и оборотной стороны банкноты отличаются от обычного их сочетания на основном тираже банкноты. Это может произойти в результате того, что при изменении дизайна банкноты одна из сторон допечатывается на листах, на которых ранее уже был нанесен рисунок с использованием старого клише[страница не указана 87 дней].
Иногда это является следствием ошибки при печати, а иногда — желанием изготовителя банкнот сэкономить на изготовлении новых клише и использовать устаревшие, но ещё годные для печати образцы.
Одним из примеров купюры «мула» является банкнота номиналом в два доллара США 1928 года (серии C и D), при изготовлении которой номера клише были уменьшены до 0,5 мм (вместо 1,0 мм ранее).
Банкноты-мулы представляют определенный интерес для коллекционеров, поскольку их количество обычно значительно меньше обычного тиража.